# The Union
The Union – album będący owocem współpracy Eltona Johna i Leona Russella. Został wydany 19 października 2010 w USA, a 25 października 2010 w Wielkiej Brytanii. Jest to 30. studyjny album Eltona Johna, a także drugi w jego karierze nagrany bez udziału żadnego z członków zespołu (pierwszym był Victim of Love z 1979).
Na The Union pojawiają się następujący muzycy: Booker T. Jones (organy Hammond B-3), Neil Young (śpiew), Robert Randolph (gitara hawajska), oraz Brian Wilson (wokal). Album został zadedykowany klawiszowcowi Eltona Johna, Guyowi Babylonowi, który zmarł na zawał serca w roku 2009.
Piosenka "If It Wasn't for Bad" była nominowana do nagrody Grammy (53rd Annual Grammy Awards) w kategorii Best Pop Collaboration With Vocals.

## Spis utworów
1. If It Wasn't for Bad – 3:43
2. Eight Hundred Dollar Shoes – 3:23
3. Hey Ahab – 5:39
4. Gone to Shiloh – 4:50
5. Hearts Have Turned to Stone – 3:47 (na niektórych kopiach piosenka przeniesiona na numer 12)
6. Jimmie Rodgers’ Dream – 3:34
7. There’s No Tomorrow – 3:45
8. Monkey Suit – 4:46
9. The Best Part of the Day – 4:45
10. A Dream Come True – 5:07
11. I Should Have Sent Roses – 5:21
12. When Love Is Dying – 4:51
13. My Kind of Hell – 3:16 (jedynie jako utwór dodatkowy na iTunes Digital Deluxe LP, Deluxe CD oraz na winylu)
14. Mandalay Again – 4:54 (jedynie jako utwór dodatkowy na Deluxe CD oraz na winylu)
15. Never Too Old (To Hold Somebody) – 4:58
16. In the Hands of Angels – 4:43

## Muzycy
- Elton John: Pianino i śpiew
- Leon Russell: Pianino i śpiew
- Jim Keltner: Bębny, perkusja
- Jay Bellerose: Bębny, perkusja
- Debra Dobkin: Beaded gourd
- Dennis Crouch: Gitara basowa akustyczna
- Don Was: Gitara basowa
- Davey Faragher: Gitara basowa
- Drew Lambert: Bas elektryczny
- Marc Ribot: Gitara
- T Bone Burnett: Gitara elektryczna
- Robert Randolph: Gitara hawajska
- Russ Pahl: Gitara hawajska
- Booker T. Jones: Organy Hammond B-3
- Keefus Ciancia: Klawisze
- Martin Grebb: Klawisze
- Jason Wormer: Cymbały

## Odbiór
The Union otrzymało przychylne głosy krytyków, chwalących Eltona Johna i Leona Russella za stworzenie najlepszej ich płyty ostatnich lat. Wydawnictwu udało się dojść do trzeciego miejsca zestawienia Billboard 200. Dla Johna był to najlepszy wynik od roku 1976, kiedy to jego dwupłytowy album Blue Moves osiągnął taką samą pozycję. Z kolei dla Leona Russella był to najlepiej oceniany album od czasu płyty Carney z 1972 roku. The Union pojawiło się w magazynie Rolling Stone na 3. miejscu listy 30 najlepszych płyt wydanych w roku 2010.

## Notowania
| Zestawienie             | Pozycja |
| ----------------------- | ------- |
| Świat                   | 9       |
| US                      | 3       |
| Norwegia                | 5       |
| Izrael                  | 5       |
| Kanada                  | 7       |
| Brazylia                | 7       |
| Tajwan (Int.)           | 11      |
| UK                      | 12      |
| Państwa Zatoki Perskiej | 14      |
| Chorwacja (Int.)        | 14      |
| Dania                   | 15      |
| Rosja                   | 15      |
| Europa                  | 19      |
| Niemcy                  | 23      |
| Szwecja                 | 24      |
| Nowa Zelandia           | 24      |
| Szwajcaria              | 27      |
| Australia               | 28      |
| Włochy                  | 28      |
| Austria                 | 28      |
| Hiszpania               | 30      |
| Hong Kong               | 33      |
| Francja                 | 51      |
| Irlandia                | 52      |
| Holandia                | 60      |
| Grecja                  | 61      |
| Belgia (Fl.)            | 66      |